# Moldavia ai XX Giochi olimpici invernali
La Moldavia ha partecipato ai XX Giochi olimpici invernali di Torino, che si sono svolti dal 10 al 26 febbraio 2006, con una delegazione di sei atleti.

## Biathlon
| Gara                        | Atleta             | Risultati   | Risultati   | Risultati   |
| Gara                        | Atleta             | Tempo       | Penalità    | Piazzamento |
| --------------------------- | ------------------ | ----------- | ----------- | ----------- |
| Sprint individuale maschile | Mihail Gribusencov | 32'17"6     | 2           | 81          |
| Individuale maschile        | Mihail Gribusencov | non partito | non partito | non partito |

| Gara                         | Atleta               | Risultati | Risultati | Risultati   |
| Gara                         | Atleta               | Tempo     | Penalità  | Piazzamento |
| ---------------------------- | -------------------- | --------- | --------- | ----------- |
| Sprint individuale femminile | Valentina Ciurina    | 30'04"2   | 4         | 81          |
| Sprint individuale femminile | Elena Gorohova       | 26'23"9   | 2         | 69          |
| Sprint individuale femminile | Natalia Levtchenkova | 24'42"2   | 1         | 41          |
| Inseguimento femminile       | Natalia Levtchenkova | 41'36"19  | 2         | 23          |
| Individuale femminile        | Natalia Levtchenkova | 52'11"7   | 2         | 8           |
| Mass start femminile         | Natalia Levtchenkova | 44'21"8   | 2         | 21          |

## Sci di fondo
| Gara        | Atleta    | Qualificazioni | Qualificazioni | Quarti di finale | Quarti di finale | Semifinali | Semifinali | Finale | Finale    |
| Gara        | Atleta    | Tempo          | Pos.           | Tempo            | Pos.             | Tempo      | Pos.       | Tempo  | Posizione |
| ----------- | --------- | -------------- | -------------- | ---------------- | ---------------- | ---------- | ---------- | ------ | --------- |
| Individuale | Ilie Bria | 2'42"30        | 77             | non qualificato  | non qualificato  |            |            |        | 77        |

| Gara        | Atleta         | Qualificazioni | Qualificazioni | Quarti di finale | Quarti di finale | Semifinali | Semifinali | Finale | Finale    |
| Gara        | Atleta         | Tempo          | Pos.           | Tempo            | Pos.             | Tempo      | Pos.       | Tempo  | Posizione |
| ----------- | -------------- | -------------- | -------------- | ---------------- | ---------------- | ---------- | ---------- | ------ | --------- |
| Individuale | Elena Gorohova | 2'31"61        | 62             | non qualificata  | non qualificata  |            |            |        | 62        |

## Slittino
| Gara             | Atleta         | Manche 1 | Manche 2 | Manche 3 | Manche 4 | Totale   | Posizione |
| ---------------- | -------------- | -------- | -------- | -------- | -------- | -------- | --------- |
| Singolo maschile | Bogdan Macovei | 55"681   | 55"101   | 54"005   | 53"599   | 3'38"386 | 30        |